# 圣马丹迪弗雷讷
圣马丹迪弗雷讷 （法語：Saint-Martin-du-Frêne，亦作，法語發音：[sɛ̃ maʁtɛ̃ dy fʁɛn] ⓘ）是法国东部安省的一个市镇，属于楠蒂阿区。

## 地理
圣马丹迪弗雷讷（46°8'20"N, 5°33'9"E）面积19.14 平方千米，位于法国奥弗涅-罗讷-阿尔卑斯大区安省，该省份为法国东部省份，北起汝拉省，西北接索恩-卢瓦尔省，西接罗讷省和里昂大都会，南至伊泽尔省，东与萨瓦省、上萨瓦省和瑞士接壤。
与圣马丹迪弗雷讷接壤的市镇（或旧市镇、城区）包括：布雷诺、布里永、舍维拉尔、马亚、尼里约-沃洛尼亚、楠蒂阿、佩里亚、波尔、莱内罗勒。
圣马丹迪弗雷讷的时区为UTC+01:00、UTC+02:00（夏令时）。

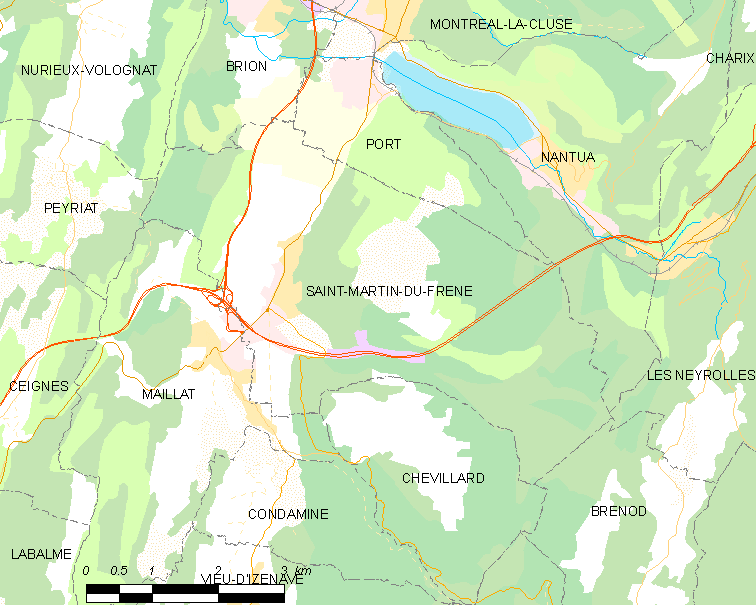
圣马丹迪弗雷讷的OSM定位图

## 行政
圣马丹迪弗雷讷的邮政编码为01430，INSEE市镇编码为01373。

## 政治
圣马丹迪弗雷讷所属的省级选区为楠蒂阿县。

## 人口

1962-2008年间圣马丹迪弗雷讷人口变化图示

圣马丹迪弗雷讷于2022年1月1日时的人口数量为1027人。